# 宇佐南
宇佐南（うさみなみ）は、岐阜県岐阜市の町名。現行行政地名は宇佐南1丁目から4丁目。郵便番号は500-8367（集配局:岐阜中央郵便局）。

## 地理
岐阜市西部に位置し、東は六条南2～3丁目、西は江添2～3丁目、六条大溝4丁目、北は宇佐3丁目・宇佐東町に接する。

## 世帯数と人口
2024年（令和6年）4月1日現在の世帯数と人口は以下の通りである。
| 町丁        | 世帯数  | 人口    |
| ----------- | ------- | ------- |
| 宇佐南1丁目 | 122世帯 | 257人   |
| 宇佐南2丁目 | 65世帯  | 166人   |
| 宇佐南3丁目 | 124世帯 | 216人   |
| 宇佐南4丁目 | 280世帯 | 515人   |
| 計          | 591世帯 | 1,154人 |

## 学区
市立小・中学校に通う場合、学区は以下の通りとなる。
| 地域 | 小学校             | 中学校             |
| ---- | ------------------ | ------------------ |
| 全域 | 岐阜市立三里小学校 | 岐阜市立陽南中学校 |

## 歴史

### 沿革
- 1978年（昭和53年）9月1日 - 宇佐（字井堰）・六条（字下切）の各一部より、宇佐南1丁目から4丁目が成立[6][4]。

## 施設
- 早徳病院
- ケーズデンキ岐阜宇佐店
- BOOK OFF・HOBBY OFF岐阜うさ店
- 若葉第三幼稚園
- ホームセンターバローCAMP LINK岐阜店
- ホダカ岐阜店
- 岐阜県農協会館
- JA全農生活センター
- ぎふグリーン農業研究センター

## 交通
- 国道21号（岐大バイパス）